# Onifai
Onifai – miejscowość i gmina we Włoszech, w regionie Sardynia, w prowincji Nuoro.
Według danych na rok 2004 gminę zamieszkiwało 766 osób, 17,8 os./km². Graniczy z Orosei i Siniscola.